# Nikola Milojević (tennista)
Nikola Milojević (Belgrado, 19 giugno 1995) è un tennista serbo.

## Carriera
Ha ottenuto ottimi risultati da junior,  ha vinto la ventisettesima edizione del Les Petits As nel 2009 mentre nel gennaio 2013 ha raggiunto la vetta del ranking giovanile.
Diventa professionista nel 2013, quando ha vinto il primo titolo Futures in Grecia, ha successivamente conquistato un totale di tre tornei Challenger e dodici Futures in singolare, prevalentemente su superfici veloci.
Debutta a livello ATP nel 2014 grazie ad una wild card concessa dal torneo di Düsseldorf, cogliendo il primo successo contro il qualificato bosniaco Mirza Bašić prima di cedere al turno successivo a Ivo Karlović.
Ha conquistato il suo primo titolo Challenger nel giugno 2018 battendo in finale Enrique López Pérez a Fergana; l'anno successivo vince il secondo titolo in questa categoria a Liberec. Nel 2018 ha anche debuttato, in doppio, in Coppa Davis.
Cinque anni e mezzo dopo il suo debutto a livello ATP, raggiunge per la prima volta in carriera i quarti di finale a Mosca nel 2019 dove, sostituendo il numero uno del tabellone Daniil Medvedev, ha goduto di un bye al primo turno.
Pur non scendendo in campo, fa parte della squadra serba vincitrice della prima edizione dell'ATP Cup. Nel 2020 ha anche conquistato per la prima volta l'accesso ad uno Slam superando le qualificazioni al Roland Garros: a Parigi ha conquistato la prima vittoria nel match d'esordio contro Krajinović in quattro set. Nel secondo turno viene battuto per 5-7, 6-2, 1-6, 6-7 da Bedene. Il risultato gli consente anche di migliorare il best ranking, raggiungendo la posizione 133 della classifica ATP.

## Statistiche

### Tornei minori

#### Singolare

##### Vittorie (15)
| Legenda tornei minori |
| Challenger (3)        |
| Futures (12)          |

| N.  | Data              | Torneo                      | Superficie  | Avversario in finale   | Punteggio        |
| 1.  | 29 settembre 2013 | Greece F12, Maratona        | Cemento     | Louk Sorensen          | W/O              |
| 2.  | 15 marzo 2014     | Kazakhstan F3, Aktobe       | Cemento     | Ilya Lebedev           | 7-6(5), 6-3      |
| 3.  | 16 agosto 2014    | Turkey F27, Ankara          | Terra rossa | Gavin Van Peperzeel    | 7-5, 7-5         |
| 4.  | 27 settembre 2015 | Tunisia F24, El Kantaoui    | Cemento     | Jannis Kahlke          | 6-3, 6-1         |
| 5.  | 15 novembre 2015  | Tunisia F31, El Kantaoui    | Cemento     | Antoina Hoang          | 2-6, 7-5, 6-4    |
| 6.  | 22 novembre 2015  | Tunisia F32, El Kantaoui    | Cemento     | Alexandre Müller       | 6-2, 6-3         |
| 7.  | 13 dicembre 2015  | Tunisia F35, El Kantaoui    | Cemento     | Anis Ghorbel           | 6-3, 7-5         |
| 8.  | 20 dicembre 2015  | Tunisia F36, El Kantaoui    | Cemento     | Anis Ghorbel           | 6-2, 4-6, 6-3    |
| 9.  | 14 febbraio 2016  | Egypt F4, Sharm El Sheikh   | Cemento     | Laurent Rochette       | 6-2, 6-4         |
| 10. | 7 agosto 2016     | Egypt F18, Sharm El Sheikh  | Cemento     | Bradley Mousley        | 3-6, 6-3, 6-3    |
| 11. | 30 luglio 2017    | China F14, Tianjin          | Cemento     | Li Zhe                 | 6-4, 6-2         |
| 12. | 24 febbraio 2018  | Kazakhstan F2, Shymkent     | Cemento     | Sanjar Fayziev         | 6-2, 5-7, 7-6(6) |
| 1.  | 24 giugno 2018    | Fergana Challenger, Fergana | Cemento     | Enrique López Pérez    | 6-3, 6-4         |
| 2.  | 4 agosto 2019     | Liberec Open, Liberec       | Terra rossa | Rogério Dutra da Silva | 6-3, 3-6, 6-4    |
| 3.  | 28 marzo 2021     | Zadar Open, Zara            | Terra rossa | Dimitar Kuzmanov       | 2-6, 6-2, 7-6(5) |